# Южноосетинский зарин
Зари́н (осет. зӕрин — золотой) — денежная единица Южной Осетии. Введена в 2013 году Законом Республики Южная Осетия «О введении в обращение на территории Республики Южная Осетия памятных монет из драгоценных и недрагоценных металлов и инвестиционных монет из драгоценных металлов». В соответствии со статьями 4 и 6 указанного закона памятные и инвестиционные монеты имеют исторические наименования денег, обращавшихся на территории древней Скифии, Сарматии, Алании, Осетии; физические и стоимостные параметры (вид металла, вес и размер монеты, её номинальная стоимость) определяются Национальным банком.
Зарин выпускается только в виде памятных и инвестиционных монет, которые, в соответствии с законом, не могут быть использованы как средство платежа. Право эмиссии монет принадлежит Национальному банку Республики Южная Осетия.
Законом установлено твёрдое соотношение к российскому рублю: 1 зарин = 10 рублей. Стоимость реализации монет Национальным банком включает в себя стоимость содержащегося в монетах металла с добавлением премии, покрывающей затраты банка на производство монет, их доставку, хранение и выпуск в обращение, и эмиссионный доход. Цены на вторичном рынке устанавливаются свободно.

## Монеты
В 2013—2024 годах выпущены монеты:
- 2013: 5 лет со дня признания Российской Федерацией независимости Южной Осетии — 20 заринов (серебро), 50 заринов (золото);
- 2014: 155 лет со дня рождения Коста́ Левановича Хетагурова — 25 заринов (серебро)[2];
- 2015: 25 лет со дня провозглашения республики — 25 заринов (позолота); 115 лет со дня рождения Васо Абаева — 25 заринов (серебро)[3]; Храм Святого Архангела Михаила в селе Икорта — 25 заринов (серебро); Храм Святого Великомученика Георгия Победоносца в селе Джер — 25 заринов (серебро); Храм Рождества Пресвятой Богородицы в Цхинвале — 25 заринов (серебро);
- 2017: Церковь Архангелов Михаила и Гавриила, Кобет — 25 заринов (серебро); Церковь Успения Пресвятой Богородицы, Тигуа — 25 заринов (серебро); Церковь Святого Великомученика Георгия Победоносца, Цхинвал — 25 заринов (серебро);
- 2018: 115-летие со дня рождения генерала армии И. А. Плиева — 25 заринов (позолота), 50 заринов (золото); 115-летие со дня генерала армии Г. И. Хетагурова — 25 заринов (позолота), 50 заринов (золото); 115-летие со дня рождения генерал-полковника Х.-У. Дж. Мамсурова — 25 заринов (позолота), 50 заринов (золото); 170-летие со дня рождения В. Ф. Миллера — 25 заринов (позолота); 130-летие со дня рождения Р. Н. Гаглоева — 25 заринов (позолота); 10 лет со дня признания Россией независимости Республики Южная Осетия — 25 заринов (серебро);
- 2019: 160-летие со дня рождения Коста́ Хетагурова — 25 заринов (серебро); 225-летие со дня рождения А. М. Шёгрена — 25 заринов (серебро);
- 2020: 165-летие со дня рождения С. К. Гадиева — 25 заринов (серебро)
- 2021: 140-летие со дня рождения М. С. Туганова — 25 заринов (серебро); 100-летие со дня рождения Д. С. Хаханова — 25 заринов (серебро);
- 2022: 90-летие со дня основания ЮОГУ имени А. А. Тибилова — 25 заринов (серебро); 1760-летие с дня основания Цхинвала — 25 заринов (серебро); известная картина выдающегося художника Махарбека Туганова — «Пир Нартов» («Нарты куывд») — 100 заринов (золото); 30-летие со дня принятия Акта провозглашения независимости Республики Южная Осетия — 25 заринов (серебро);
- 2023: 15 лет со дня признания Российской Федерацией независимости Южной Осетии — 25 заринов (серебро); Южная Осетия за победу — 25 заринов (серебро); Храм Святого Георгия, Армаз — 25 заринов (серебро); Храм Рождества Пресвятой Богородицы, Монастер — 25 заринов (серебро);
- 2024: 100 лет со дня образования Республики Северная Осетия-Алания — 25 заринов (серебро); Храм Святой Троицы, Вахтана — 25 заринов (серебро); Храм Преображения Господня, Карасет — 25 заринов (серебро); Храм Святого Георгия, Джер — 35 заринов (позолота)

| Изображение | Год  | Номинал     | Описание                                                                                  | Металл            |
| ----------- | ---- | ----------- | ----------------------------------------------------------------------------------------- | ----------------- |
|             | 2013 | 50 заринов  | 5 лет со дня признания Россией независимости Республики Южная Осетия                      | золото            |
|             | 2013 | 20 заринов  | 5 лет со дня признания Россией независимости Республики Южная Осетия                      | серебро           |
|             | 2014 | 25 заринов  | 155-летие со Дня рождения Коста́ Хетагурова                                                | серебро           |
|             | 2015 | 25 заринов  | 115-летие со Дня рождения Васо Абаева                                                     | серебро           |
|             | 2015 | 25 заринов  | 25-летие образования Республики Южная Осетия                                              | серебро, позолота |
|             | 2015 | 25 заринов  | Храм Святого Архангела Михаила, Икорта                                                    | серебро           |
|             | 2015 | 25 заринов  | Храм Святого Великомученика Георгия Победоносца, Джер                                     | серебро           |
|             | 2015 | 25 заринов  | Храм Рождества Пресвятой Богородицы, Цхинвал                                              | серебро           |
|             | 2017 | 25 заринов  | Церковь Архангелов Михаила и Гавриила, Кобет                                              | серебро           |
|             | 2017 | 25 заринов  | Церковь Успения Пресвятой Богородицы, Тигуа                                               | серебро           |
|             | 2017 | 25 заринов  | Церковь Святого Великомученика Георгия Победоносца, Цхинвал                               | серебро           |
|             | 2018 | 50 заринов  | 115-летие со дня рождения И. А. Плиева                                                    | золото            |
|             | 2018 | 50 заринов  | 115-летие со дня рождения Г. И. Хетагурова                                                | золото            |
|             | 2018 | 50 заринов  | 115-летие со дня рождения Х.-У. Дж. Мамсурова                                             | золото            |
|             | 2018 | 25 заринов  | 115-летие со дня рождения И. А. Плиева                                                    | серебро, позолота |
|             | 2018 | 25 заринов  | 115-летие со дня рождения Г. И. Хетагурова                                                | серебро, позолота |
|             | 2018 | 25 заринов  | 115-летие со дня рождения Х.-У. Дж. Мамсурова                                             | серебро, позолота |
|             | 2018 | 25 заринов  | 170-летие со дня рождения В. Ф. Миллера                                                   | серебро, позолота |
|             | 2018 | 25 заринов  | 130-летие со дня рождения Р. Н. Гаглоева                                                  | серебро, позолота |
|             | 2018 | 25 заринов  | 10 лет со дня признания Россией независимости Республики Южная Осетия                     | серебро           |
|             | 2019 | 25 заринов  | 160-летие со дня рождения Коста́ Хетагурова                                                | серебро           |
|             | 2019 | 25 заринов  | 225-летие со дня рождения А. М. Шёгрена                                                   | серебро           |
|             | 2020 | 25 заринов  | 165-летие со дня рождения С. К. Гадиева                                                   | серебро           |
|             | 2021 | 25 заринов  | 140-летие со дня рождения М. С. Туганова                                                  | серебро           |
|             | 2021 | 25 заринов  | 100-летие со дня рождения Д. С. Хаханова                                                  | серебро           |
|             | 2022 | 25 заринов  | 90-летие со дня основания ЮОГУ имени А. А. Тибилова                                       | серебро           |
|             | 2022 | 25 заринов  | 1760-летие со дня основания Цхинвала                                                      | серебро           |
|             | 2022 | 25 заринов  | 30-летие со дня принятия Акта провозглашения независимости Республики Южная Осетия        | серебро           |
|             | 2022 | 100 заринов | известная картина выдающегося художника Махарбека Туганова — «Пир Нартов» («Нарты куывд») | золото            |
|             | 2023 | 25 заринов  | 15 лет со дня признания Россией независимости Республики Южная Осетия                     | серебро           |
|             | 2023 | 25 заринов  | Южная Осетия за победу                                                                    | серебро           |
|             | 2023 | 25 заринов  | Храм Рождества Пресвятой Богородицы, Цъунар                                               | серебро           |
|             | 2023 | 25 заринов  | Храм Рождества Пресвятой Богородицы, Монастер                                             | серебро           |
|             | 2024 | 25 заринов  | 100-летие со дня образования Республики Северная Осетия-Алания                            | серебро           |
|             | 2024 | 25 заринов  | Храм Святой Троицы, Вахтана                                                               | серебро           |
|             | 2024 | 25 заринов  | Храм Преображения Господня, Карасет                                                       | серебро           |
|             | 2024 | 35 заринов  | Храм Святого Георгия, Джер                                                                | серебро, позолота |